# Dal Richards

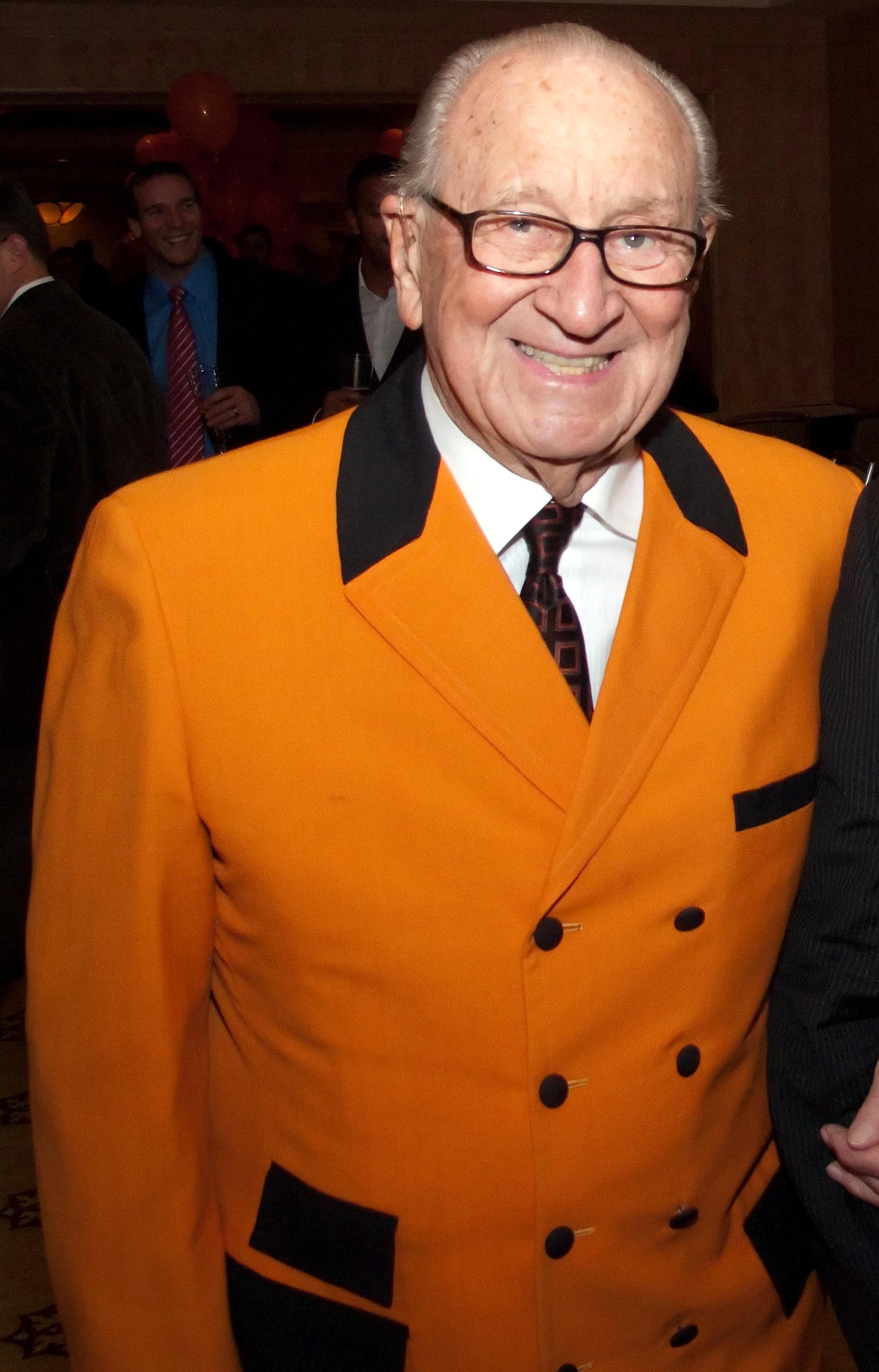
Dal Richards in 2009

Dallas Murray Richards (Vancouver, 5 januari 1918 - aldaar, 31 december 2015) was een Canadese klarinettist en saxofonist in de swing, bigband-leider, arrangeur en componist. Hij was actief vanaf de jaren dertig tot op hoge leeftijd. Hij speelde 79 jaar lang een oudjaarsconcert en op oudjaar is hij ook gestorven.

## Loopbaan
Richards speelde in de orkesten van Sandy DeSantis en Stan Paton. Hierna begon hij zelf een orkest, elf man sterk, en op 1 mei 1940 werd de band (met zangeres Juliette) geboekt om de toen populaire groep Mart Kenney and His Western Gentlemen te vervangen in Panorama Roof, een supperclub in Hotel Vancouver. Het zou aanvankelijk een klus worden voor zes weken, het werd uiteindelijk een periode van 25 jaar waarin de groep regelematig optrad en speelde voor CBC Radio. Musici in zijn band waren onder andere Lance Harrison en Gordon Delamont. Met het orkest begeleidde hij bijvoorbeeld Bing Crosby en Bob Hope.
Halverwege de jaren 60 was het bigband-tijdperk al lang voorbij, het werk droogde op en Richards ging het hotelmanagement in. Rond het begin van de jaren tachtig was er een hernieuwde belangstelling voor bigbands en Richards maakte toen een paar goed ontvangen 'revival'-platen. Vanaf 1935 speelde hij elk jaar een oudjaarsconcert, de eerste keer in Cinderella Hall, later in Hotel Vancouver. Hij speelde tevens in allerlei ballrooms en op boten die op en neer voeren tussen Vancouver en Bowen Island. In zijn latere jaren speelde hij op cruises in het buitenland, in Rusland bijvoorbeeld en richting de Caraïben. Hij speelde talloze malen met een kleinere groep op de Pacific National Exhibition (PNE). Hij had tevens (vanaf 1992) een succesvol radioprogramma, 'Dal's Place'.
Richards was drie keer getrouwd (twee keer met een zangeres uit zijn orkest). Hij overleed aan de gevolgen van prostaatkanker.

## Prijzen en onderscheidingen
- Order of Canada
- Order of British Columbia
- Opgenomen in de BC Entertainment Hall of Fame
- Enkele eredoctoraten, waaronder van British Columbia Institute of Technology en University of British Columbia

## Discografie
- Dance Date With Dal, 1964
- CFL Songs, RCA, 1968
- Swing Is In...Let's Dance, 1982
- Swing Is In...Let's Dance, Vol. 2, 1983
- Wedding Of Mr. And Mrs. Horace The Flea (kinderplaat), eigen beheer, ?

## Composities (selectie)
- Roar You Lions Roar
- Go Argos Go

## Tv-documentaires over Richards
- Big Band Boom!, 1997
- Dal Richards: What Legends Are Made Of, 1998

## Trivia
- Richards verloor op jonge leeftijd zijn linkeroog toen hij op zijn katapult viel[2]
- Richards was de ontdekker van Michael Bublé, tijdens een PNE-talentenjacht in 1993

## Referentie
- Dal Richards, in the Canadian Encyclopedia